# Battaglia di Syme
La battaglia di Syme fu una battaglia navale combattuta tra Atene e Sparta durante la guerra del Peloponneso davanti a Syme (odierna Simi), nel sud-est del Mar Egeo.

## Preludio
Nel 411 a.C. gli Spartani si allearono con la Persia; l'alleanza fu realizzata da Terimene, che, finiti i negoziati, consegnò la flotta spartana ad Astioco; Terimene poi annegò in mare.
Astioco ricevette ordine di navigare verso Cnido per unirsi alle 27 navi di Cauno, equipaggiate per loro dai Persiani.
Nel frattempo la flotta ateniese era ormeggiata a Samo, al comando di Carmino. Carmino sapeva che gli Spartani si stavano avvicinando, visto che ne era stato informato dagli abitanti di Milo, perciò si preparò ad affrontare Astioco a Syme.

## Battaglia
Le flotte si incontrarono durante una tempesta, con poca visibilità, perciò varie triremi spartane si separarono dal gruppo principale. Carmino affrontò con 20 navi l'ala sinistra spartana, l'unica porzione a lui visibile, e affondò 3 navi. Comunque, il resto della flotta spartana arrivò e circondò gli Ateniesi. Carmino si ritirò ad Alicarnasso, dopo aver perso 6 navi.
Il resto della flotta ateniese salpò da Samo diretta a Cnido, ma nessuna delle due flotte voleva disputare altre battaglie.